# The Company of Heaven
The Company of Heaven è una composizione di Benjamin Britten per solisti, voci parlate, coro, timpani, organo e orchestra d'archi. Il titolo fa riferimento agli angeli, tema dell'opera, riflessi nei testi della Bibbia e dei poeti. La musica funge da musica di scena per una rappresentazione radiofonica, per lo più parlata, che fu ascoltata per la prima volta in una trasmissione della BBC nel 1937.

## Storia
Britten compose la musica tra l'8 agosto e il 22 settembre 1937 come musiche di scena per una trasmissione radiofonica per la Festa di San Michele il 29 settembre 1937. Il testo sugli angeli, relativo a Michele come uno degli arcangeli, fu compilato dal Reverendo Ellis Roberts. La trasmissione è stata prodotta da Robin Whitworth, con una compagnia di recitazione guidata da Felix Aylmer e cantanti guidati da Sophie Wyss e Peter Pears, con il BBC Chorus e la BBC Symphony Orchestra. Il direttore era Trevor Harvey. Il lavoro completo è durato poco meno di 45 minuti. Britten confidò al suo diario, "il lato poetico è piuttosto lungo". Uno dei numeri, ambientazione della poesia di Emily Brontë "Mille fuochi scintillanti", è stato il primo brano musicale che Britten ha scritto per Pears, con il quale aveva da poco iniziato un'amicizia che è diventata una partnership personale e professionale per tutta la vita.
Sebbene Britten e Roberts avessero discusso di pubblicare il pezzo o di rielaborarlo per l'esecuzione in un concerto, Britten non fece né l'uno né l'altro. La partitura entrò in possesso di Harvey intorno all'inizio della seconda guerra mondiale e dopo la guerra organizzò una versione da concerto, che diresse alla BBC Radio il 20 maggio 1956. La versione di Harvey comprendeva i nn. 2, 6, 7 e 8. Un'altra versione è stata pubblicata nel 1990. La prima esecuzione da concerto dell'opera completa (allora descritta come una cantata) è stata data all'Festival di Aldeburgh nel 1989. Rivedendo quella performance, Hilary Finch scrisse in The Times, "recitando i racconti sdolcinati del  salvataggio angeico e gli inni di guardiani e santi, è un robusto piano ciclico, una sana scrittura con gli archi (Britten aveva completato le Variazioni su un tema di Frank Bridge) e, soprattutto, un impegno diretto e inconsapevole con la parola così caratteristica del primo Britten." Concludeva:

## Orchestrazione e struttura
Il lavoro è scritto per due lettori, soprano e tenore, un coro a quattro voci, timpani, organo e orchestra d'archi.
Undici movimenti del testo sono messi in musica, altri sono parlati.
Chaos
he Morning Stars
Part 2: Angels in Holy Scripture
Angels appear to Jacob, Elisha and Mary
Christ, the fair glory
War in Heaven
Part 3: Angels in Common Life, and at our Death
Heaven is here
A thousand, thousand gleaming fires
Funeral March for a Boy
Whoso dwelleth under the defence of the most High
There came out also at this time
Ye Watchers and Ye Holy Ones»
Caos
Le stelle del mattino
Parte 2: gli Angeli nella Sacra Scrittura
Gli angeli appaiono a Giacobbe, Eliseo e Maria
Cristo, la bella gloria
Guerra in paradiso
Parte 3: gli Angeli nella vita comune e alla nostra morte
Il paradiso è qui
Mille, mille fuochi luccicanti
Marcia funebre per un ragazzo
Chi dimora sotto la difesa dell'Altissimo
Ne è uscito anche in questo momento
Voi osservatori e voi santi»

## Musica e testo
Il testo raccoglie scritti sugli angeli dalle fonti bibliche fino alla poesia contemporanea. La maggior parte dei testi sono parlati, i testi scelti sono musicati da Britten che compose anche due movimenti puramente strumentali, un'introduzione e una marcia funebre come commento a una lettura precedente. Sono numerate solo le sezioni messe in musica.

### Parte 1
Il lavoro si apre con Introduzione (movimento 1), un movimento orchestrale che rappresenta il caos prima della creazione del mondo. Segue un testo parlato, "Egli rende gli spiriti degli angeli, e i suoi ministri una fiamma di fuoco" da Teodosio, "Quando tutti i figli di Dio gridarono di gioia", su Lucifero, di Gerard Manley Hopkins, "L'inferno udì quel rumore insopportabile" dal Paradiso perduto di John Milton. "The Morning Stars" (movimento 2) è un movimento corale che attinge all'opera di Giuseppe l'Innografo.

### Parte 2
"Angeli nella Sacra Scrittura", inizia con un brano parlato "Gli angeli furono le prime creature create da Dio" di Thomas Heywood, seguito da due incontri biblici con un angelo, di Giacobbe nel movimento 3a (Bibbia, Re Giacomo, Genesi, capitolo 28, versetto 10, serie 12, 16-17), e di Eliseo nel movimento 3b (Bibbia, Re Giacomo, 2 I Re, capitolo 6, versetto 15, serie 16), entrambi arrangiati per coro e organo. Un oratore prosegue con "Era l'angelo ribelle, Lucifero" di Richard Ellis Roberts, poi il movimento 3c per soprano, coro e organo riflette l'annunciazione a Maria (Bibbia, Re Giacomo, Luca, capitolo 1, versetto 26, serie –28, 48). Il movimento corale 4 mette in musica un inno dell'Arcivescovo Rabanus Maurus tradotto da Athelstan Riley, "Cristo, la bella gloria dei santi angeli". Britten successivamente ha rielaborato questo movimento in un pezzo per voce, violoncello e pianoforte. Un oratore continua con un altro testo di Roberts, "E come era all'inizio... la luce trionferà", portando al movimento finale 5 nella Parte 2, "Guerra in Cielo". I versi del Libro della Rivelazione (Bibbia, Versione Re Giacomo, Rivelazioni, capitolo 12, versetto 7, serie –9 e Bibbia, versione Re Giacomo, Rivelazioni, capitolo 18, versetto 1, serie 20) sono ambientati in modo drammatico come musica di battaglia per coro parlante e orchestra.

### Parte 3
"Angels in Common Life, and at our Death" inizia con il movimento 6 per soprano, coro e orchestra, "Heaven is here" di origine sconosciuta. Segue un altro passaggio parlato di Roberts: "Ci sono quelli, non solo cristiani", sugli "spiriti guardiani". Il testo del movimento 7, per tenore e orchestra, è una poesia di Emily Brontë, "Mille, mille fuochi scintillanti". La storia successiva racconta di un ragazzo che viene ucciso in un incidente incontra il suo angelo custode, seguito dal movimento 8, una marcia funebre per orchestra. Un oratore recita una poesia di Christina Rossetti, "Alate d'oro, alate d'argento". Il movimento 9 adatta versi da Salmo 91(Bibbia, Re Giacomo, Salmi, capitolo 91, verso 1, serie 9–13) per coro a cappella con la trama vocale più densa, SSAATTBB. Segue una poesia parlata, "Addio, campo verde" di William Blake. Il movimento 10 è un melodramma per oratore e orchestra su un brano del romanzo The Pilgrims Progress di John Bunyan, "Anche in questo momento sono venuti per incontrarlo", che descrive l'accoglienza di due pellegrini in Paradiso. I versi del Vangelo secondo Luca (Bibbia, Re Giacomo, Luca, capitolo 20, verso 35, serie 36) riflettono la resurrezione. L'ultimo testo parlato è di Dante Gabriel Rossetti, "Penso che ridano in paradiso". Il lavoro si conclude con il movimento 11 per entrambi i solisti, coro e orchestra su un inno di Athelstan Riley, "O voi angeli del Signore, benedite il Signore". Alla fine, il tema centrale è ricapitolato dal movimento 6: "Il paradiso è qui".

## Incisioni
- English Chamber Orchestra, London Philharmonic Choir, Philip Brunelle. Britten: The Company of Heaven. Virgin, 2003.

### Osservazioni
1. ↑  Britten scrisse ad Harvey nell'ottobre 1955: "Con tutti i mezzi vai avanti e prova ad organizzare una trasmissione di parte della musica che hai scoperto, solo io posso fidarmi di te solo per mettere i pezzi buoni di musica e lasciare fuori quelli cattivi, posso vero?"[6]
2. ↑   Harvey in seguito ricordò che lui e Pears condividevano un appartamento quando il lavoro veniva composto; Britten, un frequente visitatore, ascoltava ripetutamente la copia di Harvey della recente registrazione di Bruno Walter della Nona sinfonia di Mahler. Edward Greenfield commenta: "L'influenza non potrebbe essere più evidente nell'ottavo movimento puramente orchestrale della cantata." [9]